# 艾兹
艾兹（法語：Aize，法語發音：[ɛz]）是法国安德尔省的一个市镇，位于该省北部，属于伊苏丹区。

## 地理
艾兹（47°6'14"N, 1°42'6"E）面积17.07 平方千米，位于法国中央-卢瓦尔河谷大区安德尔省，该省份为法国中部省份，北起卢瓦-谢尔省，西北接安德尔-卢瓦尔省，西南接维埃纳省，南至克勒兹省和上维埃纳省，东临谢尔省。
与艾兹接壤的市镇（或旧市镇、城区）包括：比克瑟伊、吉利、鲁夫尔莱布瓦。

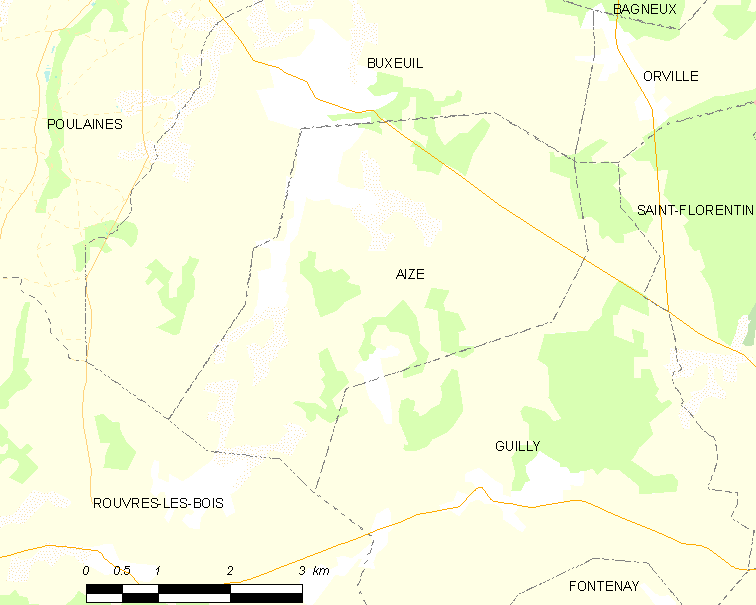
艾兹的OSM定位图

艾兹的时区为UTC+01:00、UTC+02:00（夏令时）。

## 行政
艾兹的邮政编码为36150，INSEE市镇编码为36002。

## 政治
艾兹所属的省级选区为勒夫鲁县。

## 人口

1962-2008年间艾兹人口变化图示

艾兹于2022年1月1日时的人口数量为116人。